# Юханссон, Торбьёрн (хоккеист)
Торбьёрн Юханссон (швед. Torbjörn Johansson; род. 22 апреля 1973, Нючёпинг) — шведский хоккеист, защитник, тренер.

## Биография
В Швеции играл в клубах «Вита Хестен» (Норрчёпинг, 1991/92 — 1993/94) и «Лександ» (1995/96 — 2001/02). После сезона 2002/03, проведённого в немецком клубе «Ганновер Скорпионс», 2 июня 2003 года подписал однолетний контракт с клубом российской Суперлиги СКА Санкт-Петербург. Проведя 22 матча, 16 декабря перешёл в нижегородское «Торпедо».
Затем играл в командах «Инсбрук» (Австрия, 2004/05), «Больцано» (Италия, 2005/06), «Фельдкирх» (Австрия, 2006), «Спарта» Сарпсборг (Норвегия, 2006/07 — 2007/08), «Оре» (Швеция, 2008).
Работал тренером с молодёжью «Лександа» (2009—2013). В Польше был главным тренером (2014/15) клуба «СМС ПЗХЛ» и молодёжной команды клуба (2015/16 — 2016/17), главный тренером молодёжной сборной и тренером национальной сборной (2014/15 — 2016/17).
Главный тренер клуба «Нючёпинг Грипен» (2017/18). С 2018 года — на работе в клубе «Фалу».